# Eressa marcescens
Eressa marcescens là một loài bướm đêm thuộc phân họ Arctiinae, họ Erebidae.